# Shrek: Super Slam
Pour les articles homonymes, voir Shrek.
Shrek: Super Slam est un jeu vidéo de combat développé par 7 Studios et Shaba Games, édité par Activision. Il est sorti en 2005 sur Windows, GameCube, PlayStation 2, Xbox, Game Boy Advance et Nintendo DS.

## Accueil
- Jeuxvideo.com : 9/20[1] - 6/20 (DS)[2] - 4/20 (GBA)[3]